# Шинков Турн
Шинков Турн (на словенски: Šinkov Turn) е село в Словения, регион Средна Словения, община Водице. Според Националната статистическа служба на Република Словения през 2015 г. селото има 113 жители.